# 死んだ女の子
『死んだ女の子』（しんだおんなのこ、原題：Kız Çocuğu）は、トルコの詩人ナーズム・ヒクメットが1956年に発表した詩である。広島市への原子爆弾投下により死亡した7歳の少女を題材とした本作は各国で訳され、1970年代には世界中で歌われるようになった。日本では中本信幸など、複数の翻訳者によるバージョンが存在している。原題の Kız Çocuğu は、トルコ語で単に「少女」を指す言葉である。
本項ではいくつかのバージョン、およびそのカバーについても解説する。

## カバー
高石友也は1967年に発売された『想い出の赤いヤッケ 高石友也フォーク・アルバム』の中で、外山雄三が作曲したバージョンをカバーしている。
元ちとせも同じ作曲者によるバージョンをカバーしており、坂本龍一プロデュースの元、本楽曲は2006年に期間限定でデジタル配信され、収益金はユニセフへ送られた。2006年にリリースされたアルバム『ハナダイロ』の初回限定版にボーナストラックとして収録されている。また、映画『キャタピラー』の主題歌にもなった。2007年8月5日には、NHKの特別番組『夏うた2007』の一環として、広島市の原爆ドーム前で歌った。のちに本楽曲は単独でiTunes上に配信され、2015年に発売されたコンセプト・カバーアルバム『平和元年』にも収録されている。
ピート・シーガーが英語に翻訳しスコットランドの古謡 "The Great Silkie of Sule Skerry" に載せたバージョンは「I Come and Stand at Every Door」として知られており、バーズが1966年に発表したアルバム『霧の5次元』にて「死んだ少女」という邦題で、ディス・モータル・コイルが1991年に発表したアルバム『ブラッド (Blood)』でそれぞれカバーした。

## その他
1976年に発表された山岸凉子作の短編漫画「夏の寓話」は、戦後の広島平和記念日直前の広島を舞台に、原爆で死んだ少女の霊と青年の交流を描いた幻想譚で、ラストシーンにこの詩の日本語訳を全文引用している。